# Ojnopion
Ojnopion (spijający wino) – postać w mitologii greckiej, syn Ariadny i Dionizosa (według innych źródeł Ariadny i Tezeusza). Król wyspy Chios, ojciec Euantesa, Stafylosa, Marona, Talosa oraz Merope. Oślepił podczas snu Oriona, któremu nie chciał oddać Merope.